# Apicia molusaria
Apicia molusaria är en fjärilsart som beskrevs av Walker 1860. Apicia molusaria ingår i släktet Apicia och familjen mätare. Inga underarter finns listade i Catalogue of Life.